# STS-45
STS-45 (englisch Space Transportation System) ist eine Missionsbezeichnung für das US-amerikanische Space Shuttle Atlantis (OV-104) der NASA. Der Start erfolgte am 24. März 1992. Es war die 46. Space-Shuttle-Mission und der 11. Flug der Raumfähre Atlantis.

## Mannschaft
- Charles Bolden (3. Raumflug), Kommandant
- Brian Duffy (1. Raumflug), Pilot
- Kathryn Sullivan (3. Raumflug), Missionsspezialistin
- David Leestma (3. Raumflug), Missionsspezialist
- Michael Foale (1. Raumflug), Missionsspezialist
- Byron Lichtenberg (2. Raumflug), Nutzlastspezialist
- Dirk Frimout (1. Raumflug), Nutzlastspezialist (ESA)  Belgien

Leestma und Sullivan waren bereits 1984 bei STS-41-G, Bolden und Sullivan 1990 bei STS-31 zusammen geflogen. 

### Ersatz
Ursprünglich war Michael Lampton für diesen Flug vorgesehen, wurde aber aus medizinischen Gründen durch Frimout ersetzt. Außerdem war noch Charles Chappell Reserve-Nutzlastspezialist.

## Missionsüberblick
Ursprünglich sollte die Raumfähre Atlantis am 23. März 1992 aufbrechen. Eine während der Betankung aufgetretene überhöhte Treibstoffkonzentration (Flüssigwasserstoff und -sauerstoff) im Orbiterheck erzwang eine 24-stündige Verschiebung. Die Ingenieure gingen davon aus, dass das Problem mit den thermischen Belastungen der Treibstoffleitungen zusammenhing, denn die Fehlersuche hatte kein Leck erbracht. Die Vorbereitungen für den Start am nächsten Tag verliefen problemlos.
Die Mission beförderte das erste Atmospheric Laboratory for Applications and Science (ATLAS-1) auf zwei Spacelab-Paletten in der Ladebucht des Shuttles. Die in der Nutzlastbucht installierte Ladung bestand aus zwölf Instrumenten aus den USA, Frankreich, Deutschland, Belgien, der Schweiz, den Niederlanden und Japan. Es wurden Studien in den Bereichen Atmosphärenchemie, Sonneneinstrahlung, Plasmaphysik und Ultraviolettastronomie durchgeführt. Die beiden Atlas-Paletten enthielten allein 14 Experimentieranordnungen zur Untersuchung der Ozonschicht, der Belastung der Erdatmosphäre sowie der Temperatur- und Druckverteilung. Darunter befanden sich mehrere Spektrometer, ein Millimeterwellenmessgerät, Radiometer, Photometer und Partikelbeschleuniger. Mit einer japanischen Elektronenkanone sollten außerdem künstliche Polarlichter hervorgerufen werden, was nur teilweise gelang. Das UV-Teleskop FAUST fiel nach der Hälfte der Beobachtungen sogar vollständig aus. Kommandant und Pilot führten mehr als 200 Lageänderungen durch, um die Instrumente auf die geplanten Beobachtungsziele auszurichten. Weitere Forschungsprojekte waren unter anderem das Shuttle Solar Backscatter Ultraviolet Experiment (SSBUV) und das Get Away Special Experiment (GAS).
Die Landung erfolgte am 2. April um 11:23 UTC auf der Landebahn 33 im Kennedy Space Center. Die Mission dauerte einen Tag länger als geplant, um wissenschaftliche Experimente fortsetzen zu können.